# 吉氏狗母魚
吉氏狗母魚，為輻鰭魚綱仙女魚目合齒魚亞目合齒魚科的其中一種，分布於印度洋的印度海域，棲息深度約100公尺，為底棲性魚類，屬肉食性，生活習性不明。